# Тернье (кантон)
Тернье (фр. Tergnier) — кантон во Франции, находится в регионе О-де-Франс, департамент Эна. Входит в состав округа Лан. 

## История
До 2015 года в состав кантона входили коммуны Ботор, Лье, Менси и Тернье.
В результате реформы 2015 года состав кантона был изменен. В него вошел упраздненный кантон Ла-Фер.

## Состав кантона с 22 марта 2015 года
В состав кантона входят коммуны (население по данным Национального института статистики за 2018 г.):
- Ангилькур-ле-Сар — население 318 чел.
- Андлен — население 222 чел.
- Ашери — население 607 чел.
- Бертокур-Эпурдон — население 598 чел.
- Ботор — население 2 707 чел.
- Бри — население 54 чел.
- Версиньи — население 464 чел.
- Данизи — население 652 чел.
- Дёйе — население 214 чел.
- Курб — население 31 чел.
- Ла-Фер — население 2 847 чел.
- Лье — население 387 чел.
- Майо — население 213 чел.
- Менси — население 397 чел.
- Монсо-ле-Лё — население 464 чел.
- Рожекур — население 105 чел.
- Сен-Гобен — население 2 288 чел.
- Сен-Никола-о-Буа — население 119 чел.
- Серве — население 285 чел.
- Тернье — население 13 547 чел.
- Травси — население 665 чел.
- Фрессанкур — население 187 чел.
- Фурдрен — население 423 чел.
- Шарм — население 1 651 чел.

## Политика
На президентских выборах 2022 г. жители кантона отдали в 1-м туре Марин Ле Пен 42,9 % голосов против 18,5 % у Жана-Люка Меланшона и 18,0 % у Эмманюэля Макрона; во 2-м туре в кантоне победила Ле Пен, получившая 66,7 % голосов. (2017 год. 1 тур: Марин Ле Пен – 37,8 %, Жан-Люк Меланшон – 21,9 %, Эмманюэль Макрон – 16,9 %, Франсуа Фийон – 10,2 %; 2 тур: Ле Пен – 57,0 %. 2012 год. 1 тур: Франсуа Олланд — 32,0 %, Марин Ле Пен — 26,3 %, Николя Саркози — 18,1 %; 2 тур: Олланд — 62,2 %).
С 2021 года кантон в Совете департамента Эна представляют член совета коммуны Сен-Гобен Каролин Варле (Caroline Varlet) и первый вице-мэр города Тернье Орельен Галь (Aurélien Gall) (оба — Коммунистическая партия).
|                | Кандидаты                        | Партия                   | Первый тур | Первый тур     | Второй тур | Второй тур |
| Кол-во голосов | Кандидаты                        | Партия                   | % голосов  | Кол-во голосов | % голосов  |            |
| -------------- | -------------------------------- | ------------------------ | ---------- | -------------- | ---------- | ---------- |
|                | Каролин Варле Орельен Галь       | Коммунистическая партия  | 2 571      | 42,71          | 3 799      | 63,22      |
|                | Фреди Деген-Давсон Виржини Гийон | Национальное объединение | 1 832      | 30,43          | 2 210      | 36,78      |
|                | Астрид Даллери Фредерик Матьё    | Разные левые             | 1 617      | 26,86          |            |            |

|                | Кандидаты                       | Партия             | Первый тур | Первый тур     | Второй тур | Второй тур |
| Кол-во голосов | Кандидаты                       | Партия             | % голосов  | Кол-во голосов | % голосов  |            |
| -------------- | ------------------------------- | ------------------ | ---------- | -------------- | ---------- | ---------- |
|                | Каролин Варле Мишель Карро      | Левый блок         | 2 687      | 27,07          | 5 071      | 53,16      |
|                | Даниэль Деген-Давсон Жан-Луи Ру | Национальный фронт | 3 717      | 37,44          | 4 469      | 46,84      |
|                | Грациелла Базиль Фредерик Матьё | Разные левые       | 2 020      | 20,35          |            |            |
|                | Мишель Дегуи Анн Компер Серф    | Правый блок        | 1 503      | 15,14          |            |            |

|  | Кандидат              | Партия                  | % голосов |
|  | --------------------- | ----------------------- | --------- |
|  | Мишель Карро          | Коммунистическая партия | 69,97     |
|  | Жан-Пьер Коммен-Ланье | Разные левые            | 17,44     |
|  | Эвелин Рюэль          | Национальный фронт      | 12,59     |